# Laudio
Laudio (baskiska) eller Llodio (spanska), officiellt Laudio/Llodio, är en kommun i Spanien. Den ligger i Álavaprovinsen i södra delen av den autonoma regionen Baskien i norra delen av landet, 300 km norr om huvudstaden Madrid. Antalet invånare är 17 982 (2024).